# 일본국 헌법 제24조
일본국 헌법 제24조(일본어: 日本国憲法第24条)은 일본국 헌법 제3장 "국민의 권리와 의무"의 조문 중 하나이다. 가정 생활에서 개인의 존엄과 양성의 본질적 평등에 대해 규정하고 있다.

## 조문
일본국 헌법 제24조
① 혼인은 양성의 합의만에 근거하여 성립하며, 부부가 동등한 권리를 갖는 것을 기본으로 하여 상호의 협력에 의하여 유지되어야 한다.
② 배우자의 선택, 재산권, 상속, 주거의 선정, 이혼과 혼인 및 가족에 관한 그 외 사항에 관하여는, 법률은 개인의 존엄과 양성의 본질적 평등에 입각하여 제정되어야 한다.

## 해설
종래의 가부장적 사회 제도인 이에 제도를 부정하고, 가족 관계 형성의 자유 및 양성 평등의 이념을 가족에 도입하는 것을 목적으로 하고 있다.
본조에 관한 논쟁의 주된 쟁점은 구체적으로 어떤 실체를 "가족"으로 인정할 것인지의 여부이다. 본조에 대해 "가족이 성립하기 위한 기준이 있다"는 주장은 가족 관계를 인정받기 위해서는 일정한 기준이 있으며, 이 기준에 만족하지 않는 실체는 가족으로 인정할 수 없다는 견해이다. 반대로 "가족이 성립하기 위한 명확한 기준은 없다"는 주장은 가족은 "평등하고 자유로운 인적 결합"이어야 하며 이는 헌법 제13조의 행복 추구권과 자기 결정권 등에서 비롯된 것이므로 본조의 "가족"이라는 개념도 특별한 성립 기준이 존재하지 않는다고 본다. 전자의 견해는 법률혼을 우선하는 입장이고, 후자의 견해는 사실혼을 우선하며 가족의 다원화를 지지하는 입장으로 볼 수 있다.

## 선택적 부부 별성 제도와의 관계
일본에서는 민법 제750조의 규정에 의해 국제 결혼을 제외하고는 부부 별성(別姓)이 허용되지 않고 있다. 이 민법 규정에 대해서는 2011년 2월 14일, 헌법과 여성 차별 철폐 조약에 위반된다며 국가 배상 청구 소송이 제기됐고, 이 과정에서 부부 별성 규정이 본 헌법 제24조에 위반된다는 견해도 있었다. 그러나 2015년 12월 16일 열린 최고재판소 대법정에서 민법 제750조의 규정(부부 관계 규정)은 합헌이고 일본국 헌법 제24조에 위반되지 않는다며 이 국가 배상 청구 소송은 기각되었다. 한편 전체 15명의 재판관 중 여성 3명을 포함한 5명의 재판관은 위헌이라고 판단했다.

## 동성 결혼과의 관계
일본에서 동성 결혼이 인정 받지 못하는 상황에 대한 위헌 여부를 판단한 재판은 지금까지 없으며, 2019년 2월 14일에 동성 결혼 허용을 요구하는 13쌍의 동성 커플이 국가를 상대로 제소했으나 2019년 6월 현재 계류 상태에 있다.
헌법학자인 기무라 소타는 "헌법 제24조 1항은 '이성 결혼'이 양성의 합의만을 토대로 성립함을 나타내고 있을 뿐 동성 결혼을 금지한 조문이 아니다"라고 주장했다.
한편, 헌법학자 기미즈카 마사오미는 "본조 1항에 '양성의 합의' 및 '부부'라는 구절이 있기 때문에 동성 결혼을 헌법이 인정하고 있다고 볼 수 없으며 따라서 헌법을 개정하지 않는 한 동성 결혼은 불가능하다"고 주장했다.
자신이 동성애자임을 밝히고 있는 시민운동가 아케치 가이토는 법률 전문가 사이에 "헌법을 개정하지 않는 한 동성 결혼은 법적으로 성립되지 않는다"는 의견이 있다고 말했다. 통일 교회 계열 사단법인 평화정책연구소는 "헌법은 결혼이 남녀 간에 이루어지는 것을 전제로 하고 있어 동성혼을 인정하지 않는다"는 해석이 "현재 헌법학계 주류의 해석"이라고 설명했다. 과거에는 아오모리현에서 본 헌법 제24조의 규정을 근거로 동성 결혼 신고가 기각되기도 했다. 법학자인 우에노 마미코는 헌법 제24조를 근거로 동성 결혼의 위헌론을 제기하였고, 헌법학자인 야기 히데쓰구 역시 "분명하게 '양성의 합의'만으로 규정되어 있으니 동성 결혼은 인정되지 않는다는 게 저의 솔직한 헌법 해석이다"라고 말했다. 법학자인 쓰지무라 미요코는 헌법 제24조의 규정이 "시대 변화에 따른 가족 개념의 변화에 제동을 걸 수 있다"며 동성 결혼 합법화에 걸림돌이 되고 있다는 견해를 보이고 있다.
변호사인 빈몬 도시야는 헌법 제24조가 규정하고 있는 "혼인"에 동성 결혼이 포함되는지는 규정되지 않았고, 다른 어느 헌법 규정에도 동성 결혼에 대해 언급된 규정이 없기 때문에 동성 결혼 법제화는 위헌이 아니라고 주장했다. 또 헌법 제14조의 차별 금지 규정을 근거로 동성 결혼을 인정해야 한다는 견해도 존재한다. 성소수자 문제를 다루는 변호사, 행정사, 법무사, 세무사, 사회보험노무사 등으로 구성된 "LGBT 지원 법률가 네트워크"는 2015년 12월 "헌법 제24조 1항은 동성 결혼을 부정하지 않는다는 것이 헌법의 취지 및 제정 과정을 고려했을 때 적절한 해석이다. 그러므로 일본에서 동성 결혼 제도를 도입한다 해도 헌법 제24조 1항을 위반한다고 볼 수 없다. 일본국 헌법이 동성 결혼 제도를 금지하는 것이 아니라는 것은 헌법학자, 민법학자로부터도 유력하게 주창되고 있는 바이다"라는 의견서를 발표했다.